# Iris (namn)

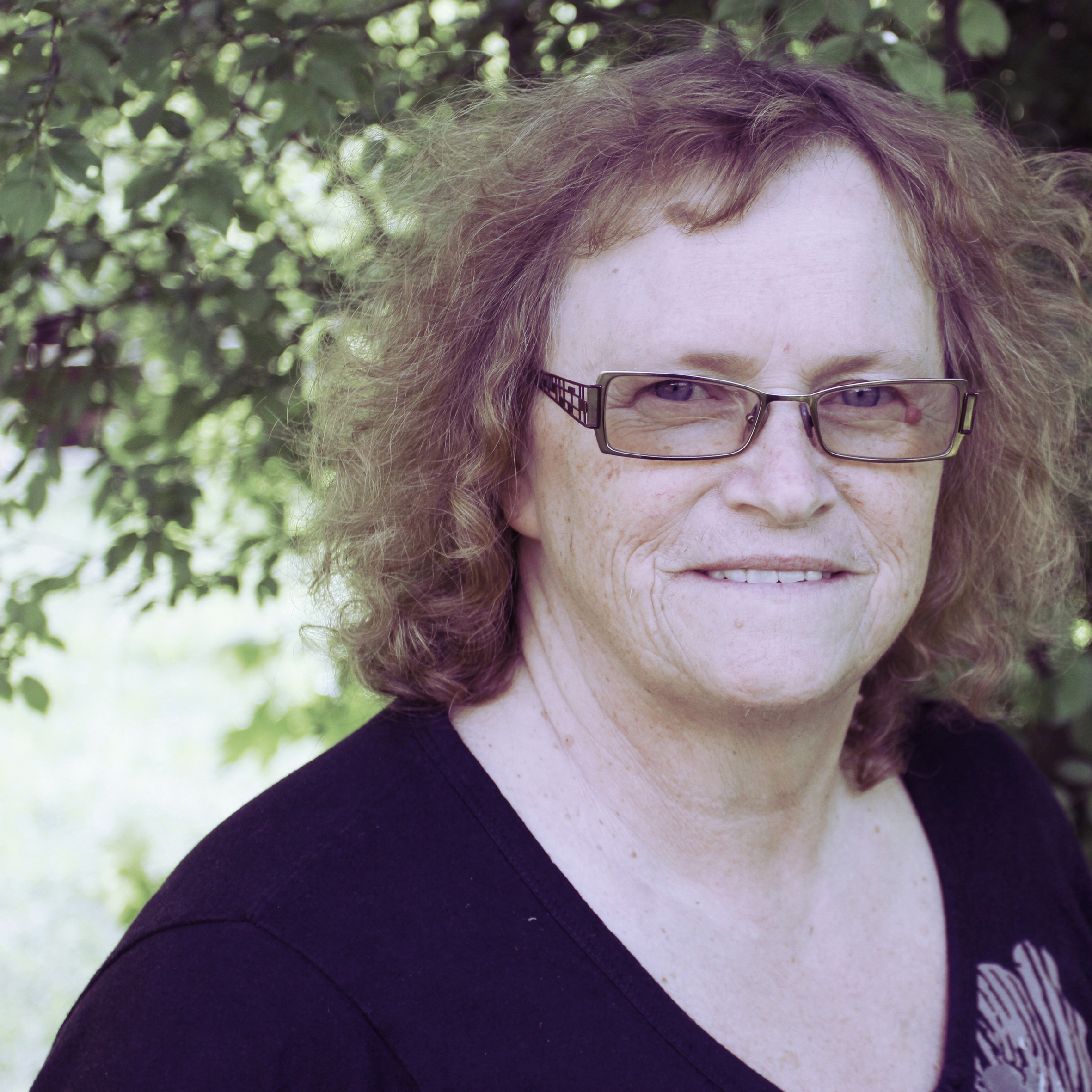
Iris Johansson, 2012.

Iris är ett grekiskt kvinnonamn som betyder regnbåge. Namnet har funnits i Sverige sedan 1800-talet. 
I den grekiska mytologin är Iris regnbågens gudinna.
Den 31 december 2014 fanns det totalt 10 592 kvinnor folkbokförda i Sverige med namnet Iris, varav 5 438 bar det som tilltalsnamn.
Namnsdagen i Sverige infaller den 10 februari; mellan år 1986 och 1992 inföll namnsdagen dock den 31 maj och mellan 1993 och 2000 den 13 mars. I den finlandssvenska namnsdagslängden har Iris namnsdag 14 november sedan starten 1929, då en egen namnsdagskalender togs i bruk för finlandssvenskar.

## Personer med namnet Iris
- Iris Apfel, amerikansk affärskvinna, designer.
- Iris Chang, amerikansk författare och historiker.
- Iris DeMent, amerikansk sångerska.
- Iris Fuentes-Pila, spansk friidrottare.
- Iris Ekroth, svensk politiker (s).
- Iris Johansson, svensk författare.
- Iris Kähäri, finsk författare.
- Iris Mittenaere, fransk fotomodell.
- Iris Murdoch, brittisk författare och filosof.
- Iris Müller-Westermann, tysk-svensk konsthistoriker och museichef.
- Iris Mårtensson, svensk politiker (s).
- Iris Nazmy, egyptisk författare.
- Iris Origo, italiensk författare.
- Bergrún Íris Sævarsdóttir, isländsk barnboksförfattare.
- Iris Schmidbauer, tysk simhopperska.
- Iris Valerius, svensk dansös.